# 鬥雞戰鬥機
鬥雞式戰鬥機是英國哥士達（GLOSTER）研製出來的一種雙翼戰鬥機，其前身是水鳥三型雙翼戰鬥機，其主要改良是改用木星6型風冷式發動機（425匹馬力）去帶動一個木製兩葉螺旋槳，還有改良了副翼和令機身更流線形

## 主要型號
- 鬥雞一型

鬥雞式戰鬥機的早期型和主要生產型號（90架），但鬥雞一型的降落事故率很高
- 鬥雞二型

針對一型在降落時問題的改良型，把上翼延長和重新設計機尾
- 鬥雞三型

延長機身的以增強其穩定性，鬥雞三型只造了一架

## 基本資料
鬥雞一型
- 機長：5.99米
- 翼展：9.07米
- 機高：2.94米
- 空重：875公斤
- 載重：1,297公斤
- 翼面積：24.52平方米
- 最快時速：250公里/小時
- 航程：587公里
- 昇限：6,735米
- 翼載：52.9公斤/平方米
- 發動機：風冷式木星6型（425匹馬力）
- 武裝：機頭兩支7.7毫米口徑維克斯機槍

## 鬥雞式在芬蘭

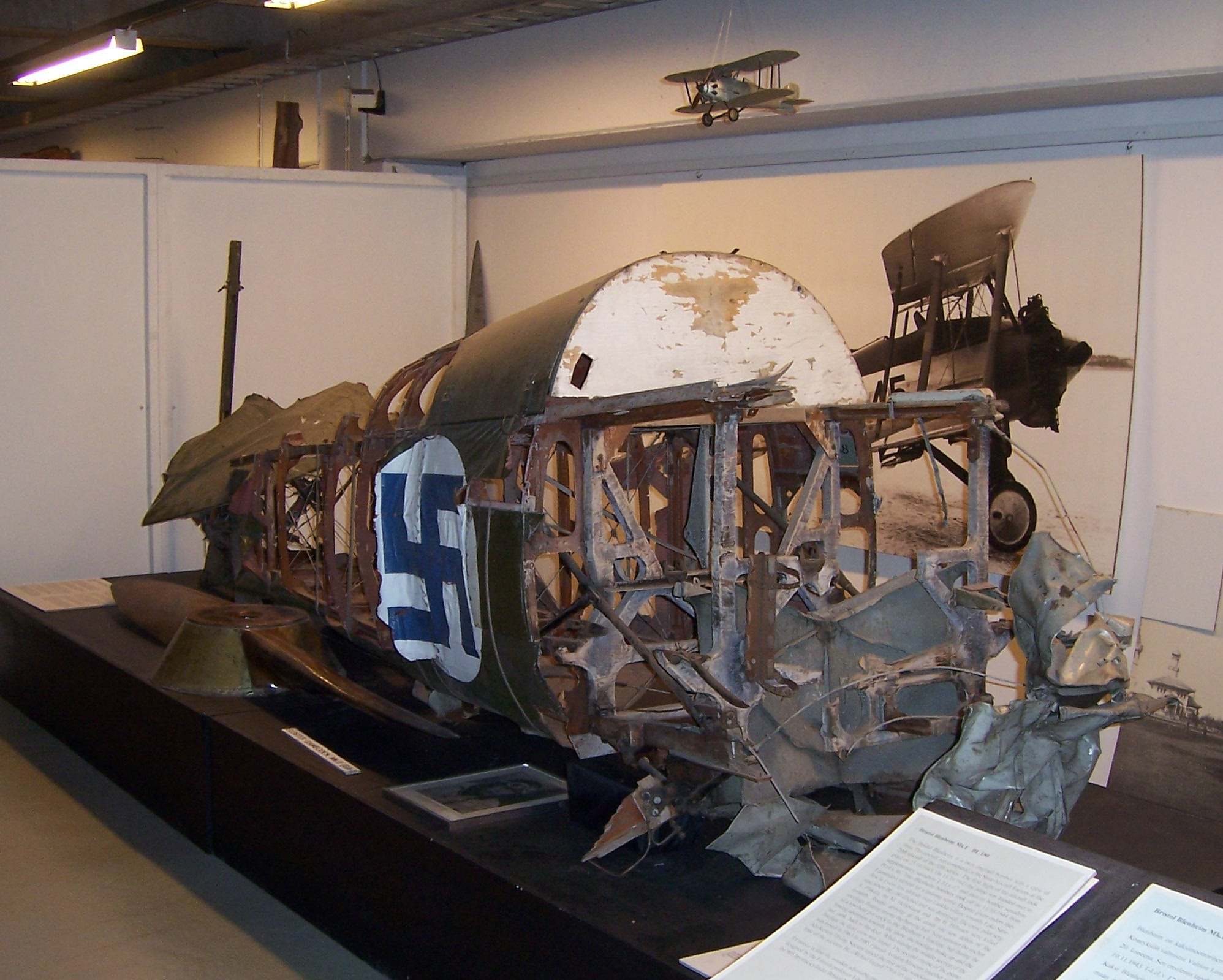
保存至今的芬蘭空軍鬥雞式殘骸

芬蘭買了三架英國原廠的鬥雞二型，之後又受權生產了15架

## 鬥雞式在日本
鬥雞式由於早期型的高降落事故而令其在英國皇家空軍不受重用，反而日本帝國海軍珍而重之，1927年，3架鬥雞式戰鬥機被賣到日本，中島重工把其改造成艦載戰鬥機，這就是三式艦上戰鬥機，1932年發生一二八上海事變，日本加賀號和鳳翔號兩艘航空母艦來到上海參戰，三式艦上戰鬥機為日軍攻擊機隊護航去轟炸上海並和中國空軍以及美國飛行員蕭特駕駛的波音P-12交戰，最終蕭特被三架三式艦上戰鬥機擊落身亡

## 使用者

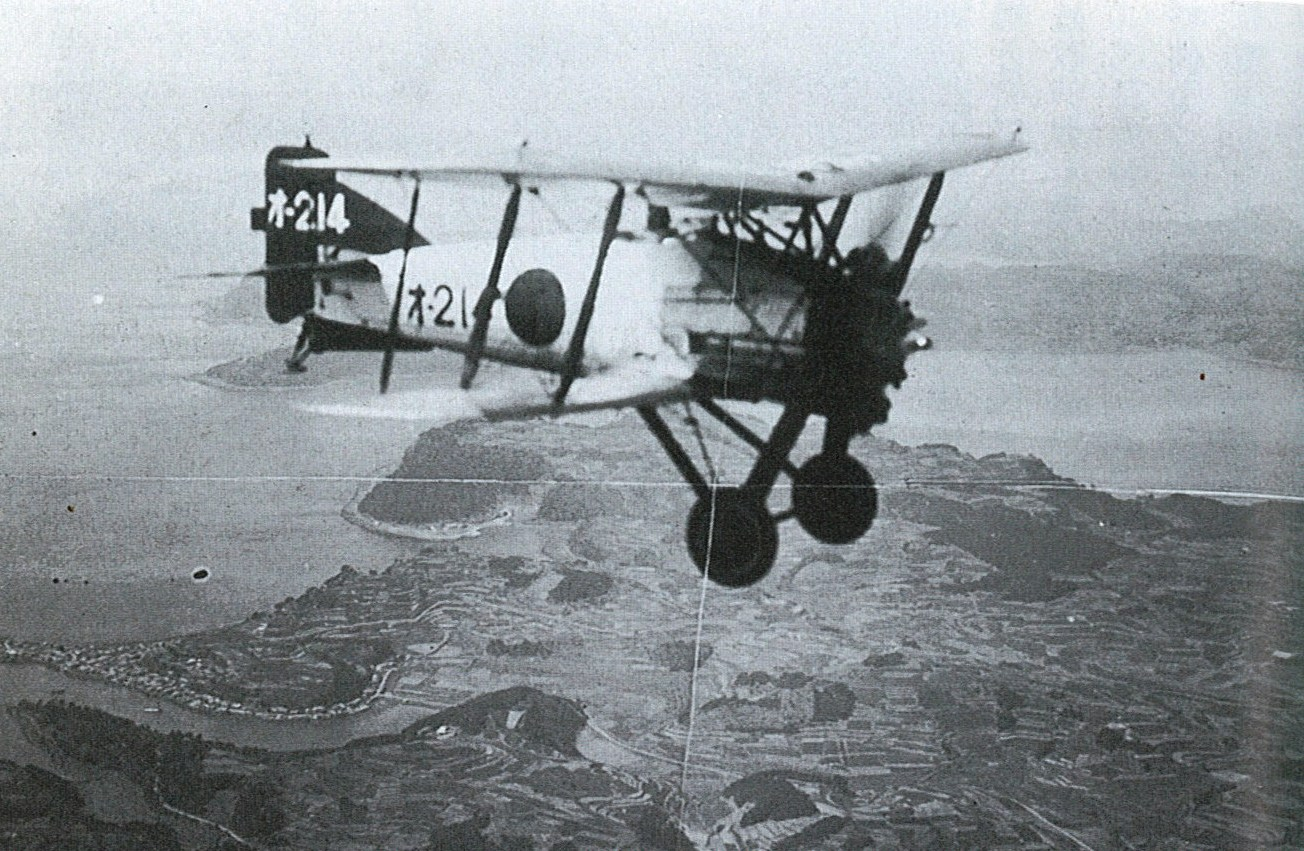
日本三式艦上戰鬥機是英國鬥雞式的仿製型

英国
- 英國皇家空軍

 芬兰
- 芬蘭空軍

 日本
- 日本帝國海軍航空隊